# Longquanyi

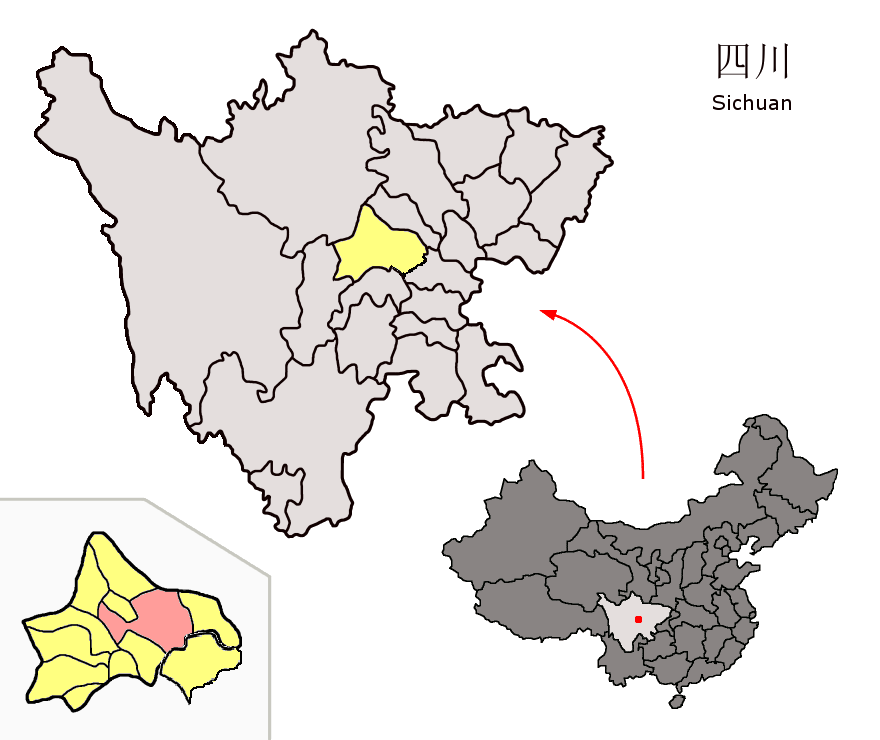
Lage des Gebiets der Stadtbezirke (rosa) auf dem Gebiet der Unterprovinzstadt Chengdu (gelb).

Der Stadtbezirk Longquanyi (chinesisch 龙泉驿区, Pinyin Lóngquányì Qū) ist ein Stadtbezirk in der chinesischen Provinz Sichuan. Er gehört zum Verwaltungsgebiet der Unterprovinzstadt Chengdu. Longquanyi hat eine Fläche von 559,4 km² und zählt 1.346.210 Einwohner (Stand: Zensus 2020).

## Administrative Gliederung
Auf Gemeindeebene setzt sich der Stadtbezirk aus vier Straßenvierteln, sieben Großgemeinden und einer Gemeinde zusammen. Diese sind:
- Straßenviertel Longquan 龙泉街道
- Straßenviertel Damian 大面街道
- Straßenviertel Shiling 十陵街道
- Straßenviertel Tong'an 同安街道

- Großgemeinde Luodai 洛带镇
- Großgemeinde Xihe 西河镇
- Großgemeinde Hong'an 洪安镇
- Großgemeinde Baihe 柏合镇
- Großgemeinde Chadian 茶店镇
- Großgemeinde Huangtu 黄土镇
- Großgemeinde Shanquan 山泉镇

- Gemeinde Wanxing 万兴乡